# 托特維爾 (愛荷華州)
托特維爾（英語：Toeterville）是位於美國愛荷華州米切爾縣的一個人口普查指定地區。

## 人口
根據2010年美國人口普查的數據，托特維爾共有人口48人。